# Epiphyseodese
Die Epiphyseodese (auch Epiphysiodese, von gr. epiphyesthai – daraufwachsen, entstehen und gr. desis – das Binden) ist ein chirurgisches Verfahren zur Blockierung des Wachstums an langen Röhrenknochen oder Wirbelkörpern durch Überbrückung oder Zerstörung der Wachstumsfuge. Diese Technik kann nur bis zum Wachstumsabschluss angewandt werden, bevor sich die Wachstumsfuge endgültig schließt.
Man unterscheidet eine vorübergehende Unterbrechung des Wachstums (temporäre Epiphyseodese) von einer endgültigen, irreversiblen (permanenten) Epiphyseodese. Bei der Hemiepiphyseodese (z. B. bei X-Beinen und O-Beinen) wird nur eine Seite der Wachstumsfuge geschlossen, wodurch es zu einer Wachstumslenkung kommt. Wird eine Apophysenfuge blockiert, spricht man ebenfalls von einer Epiphyseodese. Eine Epiphyseodese erfolgt entweder, um die Epiphyse zu fixieren (z. B. bei Epiphysenlösung) oder zur Wachstumslenkung (z. B. bei Überwachstum, Skoliose, X- oder O-Beinen). Die häufigste Anwendung betrifft die beiden Wachstumsfugen in Knienähe, die knienahe Oberschenkelfuge (distaler Femur) und die knienahe Schienbeinfuge (proximale Tibia), die zugleich die beiden Wachstumsfugen des Körpers mit der größten Wachstumspotenz darstellen.

## Anwendungsgebiete

### Fixierung der Epiphyse nach Epiphysenlösung
Bei traumatischer Epiphysenlösung (Epiphysiolyse) oder einem chronischen Abgleiten der Epiphyse, meist am Hüftkopf, muss eine Epiphyseodese erfolgen, um das weitere Abgleiten der Epiphyse zu verhindern. Nach traumatischen Epiphyseolysen kann dies durch eine temporäre Epiphyseodese mit K-Drähten erfolgen, ebenso bei der prophylaktischen Versorgung der nicht betroffenen Seite im Rahmen einer jugendlichen Hüftkopflösung.
Hingegen erfolgt bei der jugendlichen Hüftkopflösung auf der betroffenen Seite eine permanente Epiphyseodese zur dauerhaften Blockierung der Wachstumsfuge. Während früher vorwiegend der Dreilamellennagel (s. u.) eingesetzt wurde, sind es heute meist Kurzgewindeschrauben. Eine Alternative ist auch das Einsetzung eines fugenüberspannenden autologen Knochenspans, dies ist ebenfalls eine permanente Epiphyseodese.

### Wachstumslenkung
Die klassischen Indikationen sind X-Beine und O-Beine, bei denen meist eine temporäre Hemiepiphyseodese an der konvexen Seite erfolgt, also bei X-Beinen innenseitig und bei O-Beinen außenseitig. Da die beiden knienahen Wachstumsfugen von Schienbein (Tibia) und Oberschenkelknochen (Femur) die größte Wachstumspotenz haben, lassen sich durch eine zeitgerechte Indikation auch große Fehlstellungen korrigieren.
Prinzipiell kommen alle Wachstumsstörungen infrage, soweit sie Knochen mit Wachstumsfugen betreffen. So ist die Epiphyseodese auch für seltenere Deformitäten beschrieben worden. Dies ist nicht immer das Standardverfahren, aber stellt eine therapeutische Möglichkeit in kinderorthopädischen Zentren dar:
- Achsabweichungen der Extremitäten, z. B. aufgrund einer Tibia vara Blount am Knie oder einer Madelung-Deformität mit Überlänge der Elle.
- Überlänge einer Extremität, z. B. eines Fingers Makrodaktylie, oder seltener bei Beinlängendifferenz (hierbei werden allerdings bevorzugt andere Verfahren angewandt). Auch nach einseitiger Wachstumsstimulation ist eine Epiphyseodese möglich, ebenso wurde sie schon bei Riesenwuchs an beiden Beinen simultan angewandt[1]. Die Epiphyseodese wird ebenfalls bei genetischen Erkrankungen angewandt, die mit einem Riesenwuchs einer Extremität (Hemihypertrophie) oder eines Teils davon einhergehen, wie beim Proteus-Syndrom, der Neurofibromatose u. a.
- Wachstumshemmung der gesunden Extremität: Eine permanente Epiphyseodese der Gegenseite erfolgt gelegentlich bei bösartigen Knochen- oder Weichteiltumoren, nachdem diese entfernt wurden und dabei an der betroffenen Seite die Wachstumsfuge zerstört wurde, um eine spätere Beinlängendifferenz zu vermeiden. Früher wurde diese Methode oft bei einer einseitigen Beinverkürzung aufgrund einer Poliomyelitis genutzt.
- Kongenitale Kyphosen und Skoliosen: Durch selektive Epiphyseodesen der Ringapophysen der am stärksten gekippten Wirbel kann ein zielgerichtetes Wachstum aus der Fehlstellung heraus erfolgen. Gelegentlich werden Blount-Klammern aus Memory-Metall eingesetzt. Da dies Verfahren vor allem bei kleinen Kindern mit schwerer Kyphose oder Skoliose angewandt wird, wird eine temporäre Epiphyseodese bevorzugt. Aufgrund der Schwierigkeit im operativen Zugang und der erforderlichen Erfahrung bei der Selektion der zu blockierenden Epiphysen wird dies Verfahren nur in einzelnen hochspezialisierten Zentren für Kinderorthopädie angewandt.
- Wachstumshemmung einer Apophyse: Beim Morbus Perthes kommt es durch die Deformierung des Hüftkopfes und die häufige Varus-Fehlstellung des Schenkelhalses zu einer relativen Überlänge des Trochanters. Einige Zentren wenden daher eine Epiphyseodese der Trochanter-Apophyse an.

Ein korrekter Ausgleich einer Längendifferenz oder Achsabweichung ist nur möglich, wenn die Epiphyseodese „zum richtgen Zeitpunkt, der allerdings schwierig zu errechnen ist“ (F. Hefti) erfolgt. Damit sind immer ein unzureichender Ausgleich oder eine Deformität in die Gegenrichtung möglich – so kann es bei einer Epiphyseodese an der Knieinnenseite bei O-Beinen schließlich zur Überkorrektion und X-Beinen kommen. Gerade im Zeitraum der Pubertät ist das Größenwachstum schlecht vorhersagbar und damit steigt die Variabilität.
Zur Planung des richtigen Zeitpunktes der Epiphyseodese und zur Berechnung des noch verbleibenden Wachstums der einzelnen Wachstumsfugen am Knie werden meist die Nomogramme von Moseley, die sog. straight-line graph-Methode eingesetzt. Anhand der jährlichen Röntgenkontrollen an fünfzig Jungen und fünfzig Mädchen haben Anderson und Green in den 1950er und 1960er Jahren in den USA das Wachstum am knienahen Oberschenkelknochen und am knienahen Schienbein vom Kleinkindalter bis zum Wachstumsabschluss beobachtet. Daraus hat Moseley dann die Graphen entwickelt, die eine Voraussage über das verbleibende Wachstum ermöglichen. Der Fugenschluss tritt knienahe bei Jungen mit durchschnittlich 16 Jahren (Skelettalter) ein, bei Mädchen mit 14 Jahren. Vom 8. Lebensjahr an verbleiben somit z. B. am knienahen Oberschenkel (distalen Femur) mittlere 4,1 cm Wachstum, mit einer Variation zwischen 2,2 und 7,2 cm. Besonders der präpubertäre Wachstumsschub führt zu einer deutlichen Planungsunsicherheit – je später eine Epiphyseodese erfolgt, desto planbarer ist sie. Eine weitere Kritik betrifft den Umstand, dass die Nomogramme von Moseley nur amerikanische Kinder aus der Zeit vor fast fünfzig Jahren einschließen, zudem nicht bei Wachstumsstörungen anwendbar sind. Eine Studie bei dreißig Kindern, die Blount-Klammern erhielten, zeigte bei neun Kindern (30 %) eine verbliebene Abweichung von mehr als 1,5 cm.

## Techniken
Die zahlreichen Verfahren zur Epiphyseodese lassen sich in drei Gruppen einteilen. Neben den permanenten Epiphyseodesen, bei denen die Wachstumsfuge meist zerstört wird, gibt es bei den temporären Epiphyseodesen Methoden, bei denen die Wachstumsfuge gekreuzt und somit verletzt wird, und solche, bei denen eine Osteosynthese außen überbrückend verwendet wird und somit die Wachstumsfuge selbst nicht verletzt wird:

### Temporäre Epiphyseodese, die Osteosynthese penetriert die Wachstumsfuge
- PETS / Technik nach Metaizeau, Schraubenosteosynthese: Von der Epiphyse ausgehend wird ein Bohrkanal schräg verlaufend Richtung Metaphyse gebohrt und anschließend eine Kurzgewinde-Spongiosaschraube eingeführt. Das Gewinde liegt vollständig in der Metaphyse und nicht in der Wachstumsfuge. Daher ist das Verfahren nach Schraubenentfernung reversibel, es kommt zu einem weiteren Wachstum. Da die das Bohrloch ausfüllende Knochenbrücke nicht ausreichend groß ist, wird sie durch weiteres Wachstum gesprengt. Vielfach wird dies Verfahren wegen der Prognoseunsicherheit nach Materialentfernung jedoch so geplant, dass die Schrauben als permanente Epiphyseodese bis nach Wachstumsabschluss verbleiben. In frankophonen Ländern ist dieses inzwischen weitgehend das Verfahren der Wahl.[5]
- Drahtosteosynthese zur Fixierung der Epiphyse z. B. im Rahmen von Epiphysen-Brüchen oder Epiphysengleiten. Da die Kirschner-Drähte nur einen sehr kleinen Durchmesser haben, kann selbst eine Knochenbrücke, die sich nach der Drahtentfernung in den Bohrlöchern bildet, das Wachstum nicht aufhalten.
- Dreilamellennagel ist ein lamellierter Nagel, der vom Schenkelhals her durch die Wachstumsfuge in den Hüftkopf eingeführt wurde, und durch die Lamellen den abgerutschten Hüftkopf auch gegen eine Drehung (Rotation) sichert. Nach Entfernen des Nagels bildet sich nur eine kleine Knochenbrücke, die durch weiteres Wachstum wieder gesprengt werden kann. Da es aber einerseits beim Einbringen zur weiteren Ablösung des Hüftkopfes kommen kann, andererseits der Nagel auch wieder rückwärts herauswandern kann, wurde diese Methode aktuell weitgehend verlassen.

### Temporäre Epiphyseodese, die Osteosynthese überbrückt außen die Wachstumsfuge

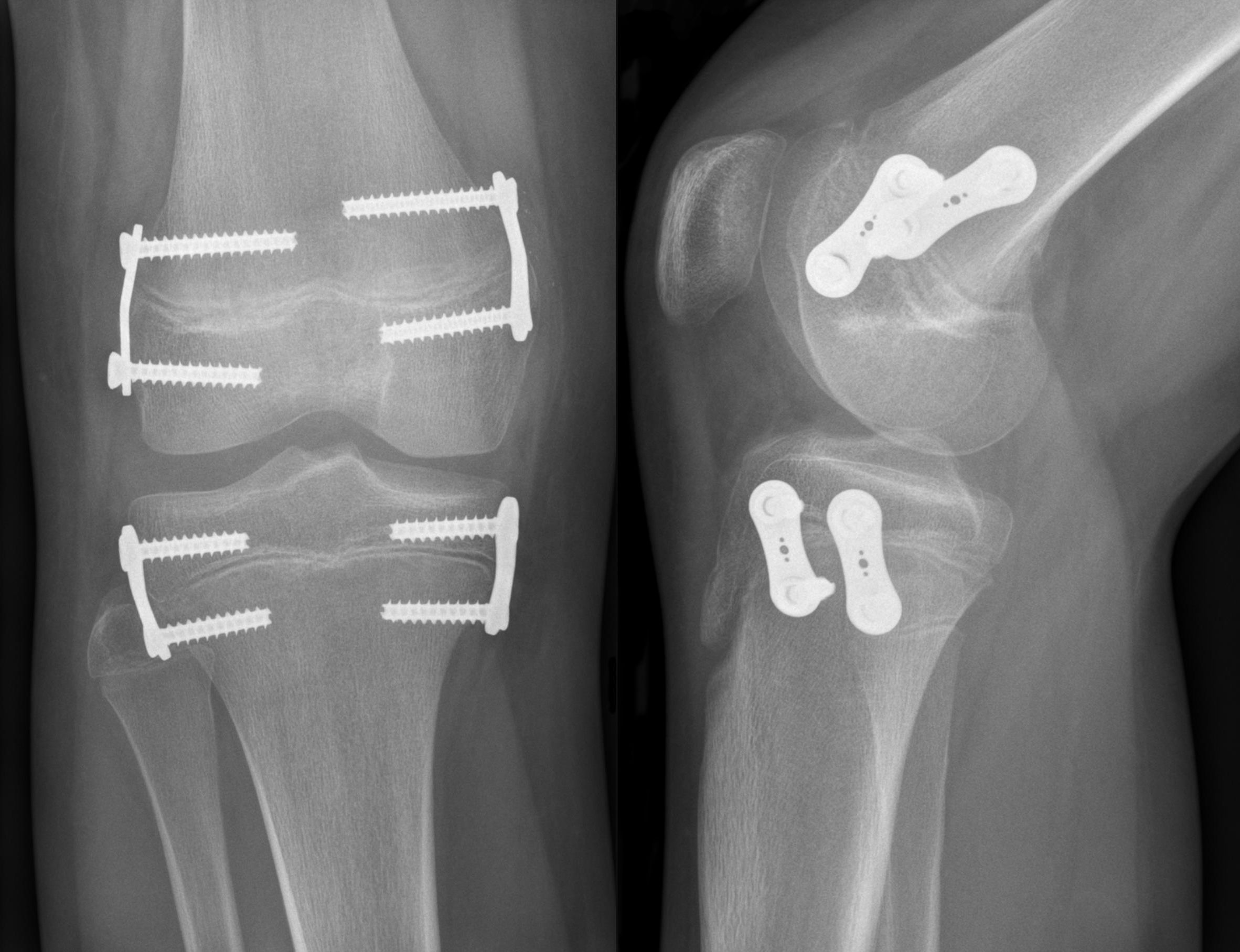
Epiphyseodese mit Zweilochplatten um die kniegelenksnahen Epiphysenfugen von Femur und Tibia zur Korrektur einer Beinlängendifferenz

Bei den Verfahren der temporären Epiphyseodese besteht (im Gegensatz zur permanenten Epiphyseodese) eine große Unsicherheit über die Prognose des noch möglichen regulären Wachstums nach Entfernung der jeweiligen Osteosynthese. Durch Verletzung der Gefäße, die der Wachstumsfuge aufliegen, durch eine eventuell entstandene Knochenbrücke oder intraoperative Verletzung der Wachstumsfuge selbst kann es zum kompletten Wachstumsstillstand kommen. Genauso ist eine Stimulation mit Überwachstum möglich. Andererseits lassen sich alle Verfahren der temporären Epiphyseodese durch Belassen der Osteosynthese bis zum Wachstumsabschluss auch als permanente Epiphyseodese betrachten.
- Blount-Klammern waren lange Zeit das Standardverfahren der temporären Epiphyseodese zur Wachstumslenkung. Die Klammern werden unter Röntgenkontrolle quer auf die Wachstumsfuge gesetzt und blockieren so das Wachstum lokal im Klammerbereich durch Kompression. Meist werden pro Seite zwei bis drei Klammern parallel zueinander eingesetzt. Anfangs wurden Stahlklammern verwandt, aber bereits Blount hat später Vitallium-Klammern mit verstärkten Schultern eingesetzt. Gelegentlich können aber die Klammerarme/Krampen abbrechen.[6]
- Memory-Staples wirken wie die Blount-Klammern wachstumshemmend, indem sie die Wachstumsfuge einklemmen. Sie werden ebenfalls unter Röntgenkontrolle quer auf die Fugen gesetzt. Durch die Erwärmung auf Körpertemperatur nehmen sie eine ursprüngliche Form an, die sofort zu einer größeren Kompression führt. Das Verfahren wird vor allem an WirbelKörpern bei kongenitalen Kypho-Skoliosen angewandt. Studien mit größeren Patientengruppen oder längerer Erfahrung stehen aus.
- Zweilochplatte: Die modifizierte Plattenosteosynthese wird unter Röntgenkontrolle quer über die Wachstumsfuge eingebracht und an beiden Seiten der Fuge mit je einer Schraube fixiert. Dadurch wirkt die außen auf dem Periost aufliegende Platte wie eine Zuggurtung. Wie bei den Blount-Klammern kommt es durch Kompression der Wachstumsfuge zu einem Wachstumsstillstand im Bereich der Plattenosteosynthese.
Dieses Verfahren wurde erstmals 2006 von dem US-Amerikaner P. M. Stevens vorgestellt, er entwickelte die als Eight-plate bekannte und patentrechtlich geschützte erste spezielle Titan-Zweilochplatte ohne winkelstabile 4,5-mm-Schraubenverankerung für die Firma Orthofix. In den Folgejahren wurden mehrere Konkurrenzprodukte nach demselben Prinzip auf den Markt gebracht, teilweise sind die Schrauben winkelstabil verankert, teilweise nicht, z. B. PediPlate. Diese Technik hat sich binnen weniger Jahre durchgesetzt und wird inzwischen am häufigsten angewandt.
 Erste Studien bei X-Beinen und O-Beinen sind erfolgversprechend und zeigen vergleichbare bis bessere Ergebnisse gegenüber den anderen Verfahren.[7] In einer Übersicht der publizierten Artikel zu Achsabweichungen in der Frontalebene, also X- und O-Beinen, wurden in 87,6 % die gewünschte Korrektur erreicht. Bei Epiphyseodesen zur Behandlung des Morbus Blount, zur Behandlung von Fehlstellungen bei teilweise geschlossenen Wachstumsfugen, sowie bei übergewichtigen Kindern sind die Ergebnisse jedoch nicht überzeugend.[8]
Als Komplikationen wurden wie bei den anderen Verfahren Schraubenbrüche sowie ein Rebound-Phänomen nach Plattenentfernung beschrieben.

### Permanente Epiphyseodese
- Technik nach Phemister ist die Entnahme eines corticalen Knochendeckels über der Wachstumsfuge; der anschließend um neunzig Grad gedreht wieder eingesetzt wird. Dadurch bildet sich eine feste Knochenbrücke mit dauerhaftem Wachstumsstopp. Dies Verfahren wurde 1933 erstmals von Phemister beschrieben und kann, da es irreversibel ist, nur kurz vor Wachstumsende eingesetzt werden.[9]
- Perkutane Epiphyseodese: Über kleine perkutane Stichinzisionen in der Haut wird ein breiter oszillierender Bohrer unter Röntgenkontrolle in die Wachstumsfuge eingeführt und damit die gesamte Fuge aufgebohrt und zerstört. Es bildet sich eine feste Knochenbrücke, somit ist das Verfahren irreversibel. Es gibt zahlreiche Varianten dieses Verfahrens, das die kosmetisch günstigsten und kleinsten Narben erzeugt. Es ist die Methode mit dem kürzesten Krankenhausaufenthalt und der schnellsten Mobilisierung des Knies nach Herring[4]. Erstmals wurde es 1984 von Ogilvie[10] und 1994 von Gabriel et al.[11] beschrieben. Diese Technik erfährt derzeit eine zunehmende Bedeutung.[1]

## Komplikationen
Typische Komplikationen sind ein Erguss oder Bluterguss im benachbarten Kniegelenk, sowie ein Bluterguss über der OP-Stelle, da dem Knochen im Bereich der Wachstumsfuge zahlreiche Gefäße aufliegen. Auch Nervenverletzungen sind beschrieben worden, v. a. bei der außenseitigen (lateralen) Epiphyseodese des Schienbeins (Tibia), da dort der Nervus peroneus communis nahe verläuft. Besonders bei den temporären Epiphyseodesen, bei denen die Osteosynthese nahe unter der Haut liegt, kommt es gelegentlich zu dauerhaften Reizungen. Auch ist die postoperative Mobilisierung häufiger stark verzögert mit anhaltenden Schmerzen. Zudem kann es zur Lockerung der Implantate, besonders der Blount-Klammern, kommen, so dass erneute Eingriffe nötig werden.
Typisch für eine Epiphyseodese ist die Gefahr der Überkorrektur ebenso wie die der Unterkorrektur. Gerade bei den temporären Epiphyseodesen ist das weitere Wachstumsverhalten nach Entfernen der Epiphyseodese unsicher, es kann zum Wachstumsstillstand oder zum überschießenden Wachstum kommen. Daneben ist ein asymmetrisches Wachstum möglich.
Eine Gefahr der Verletzung der Epiphysenfuge besteht zudem bei der temporären Epiphyseodese durch Verletzung der Knochenhaut (Periost) oder des Perichondriums, das zahlreiche Gefäße enthält. Ferner können sich im Bereich des Implantats Knochenbrücken bilden, die damit auch zu einer permanenten Epiphyseodese führen. Das verbleibende Wachstum der Wachstumsfuge nach Entfernen der temporären Epiphyseodese ist nicht vorhersagbar. Einige Kinderorthopäden vermeiden daher die temporäre Epiphyseodese zugunsten permanenter Verfahren fast vollständig: My experience with stapling has significantly narrowed my indications to nearly never (J. A. Herring, S. 1063, ebenso F. Hefti.)

## Epiphyseoklasie
Vor Einführung aseptischer OP-Techniken und der Vollnarkose wurden oft Knochenbrüche manuell oder mit Hilfsmitteln ausgeführt (Osteoklasie), um hierdurch schwere Fehlstellungen zu korrigieren. Bei der Sonderform Epiphyseoklasie wurde die Wachstumsfuge gebrochen: „…eine manuelle oder maschinelle Korrektion gerade in der Epiphysenfuge, die besonders in Italien zur Korrektion der Genua valga verwendet wurde. Die Behandlungsmethode wird gelobt, scheint mir aber so wenig sympathisch, daß ich sie niemals anwenden wollte“ (S. 152), schrieb 1923 der Stockholmer Ordinarius für Orthopädie Patrik Haglund in seinem damals sehr bekannten deutschsprachigen Orthopädie-Lehrbuch.